# Représentation stéréochimique
La stéréochimie est l'étude de l'arrangement spatial des molécules, qui leur confère des propriétés particulières. Dans ce but, les chimistes ont imaginé plusieurs représentations bidimensionnelles permettant de visualiser ces conformations tridimensionnelles.

## Règles de Cahn-Ingold-Prelog
Les règles de Cahn-Ingold-Prélog permettent de classer les atomes ou groupes d'atomes par ordre de priorité, selon trois règles principales :
- règle no 1 : le substituant prioritaire est celui dont l'atome directement lié au centre stéréogène possède le numéro atomique Z le plus grand ;
- règle no 2 : quand deux substituants sont liés au centre stéréogène par des atomes identiques, on compare entre eux les atomes situés au deuxième rang et on applique la règle 1. S'ils sont identiques, on poursuit la comparaison dans les proximités suivantes de la ramification prioritaire ;
- règle no 3 : les liaisons multiples sont comptées comme autant de liaisons simples, et chaque atome engagé dans une liaison multiple est répété autant de fois qu'il est lié dans cette liaison. Cependant, on ne poursuivra l'arborescence qu'à partir d'un seul de ces atomes s'il est nécessaire de regarder la proximité suivante.

## Représentation de Cram

Méthane en représentation de Cram.

La représentation de Cram permet de représenter les liaisons d'une molécule en perspective.
La molécule est représentée dans un plan (le plan de la feuille) :
- les liaisons appartenant au plan sont représentées par un segment ;
- les liaisons partant vers l'avant du plan (vers soi) sont représentées par un triangle plein dont la pointe se trouve vers l'atome situé dans le plan ;
- les liaisons partant vers l'arrière du plan (s'éloignant de soi) sont représentées par un triangle hachuré dont la pointe se trouve vers l'atome situé dans le plan.

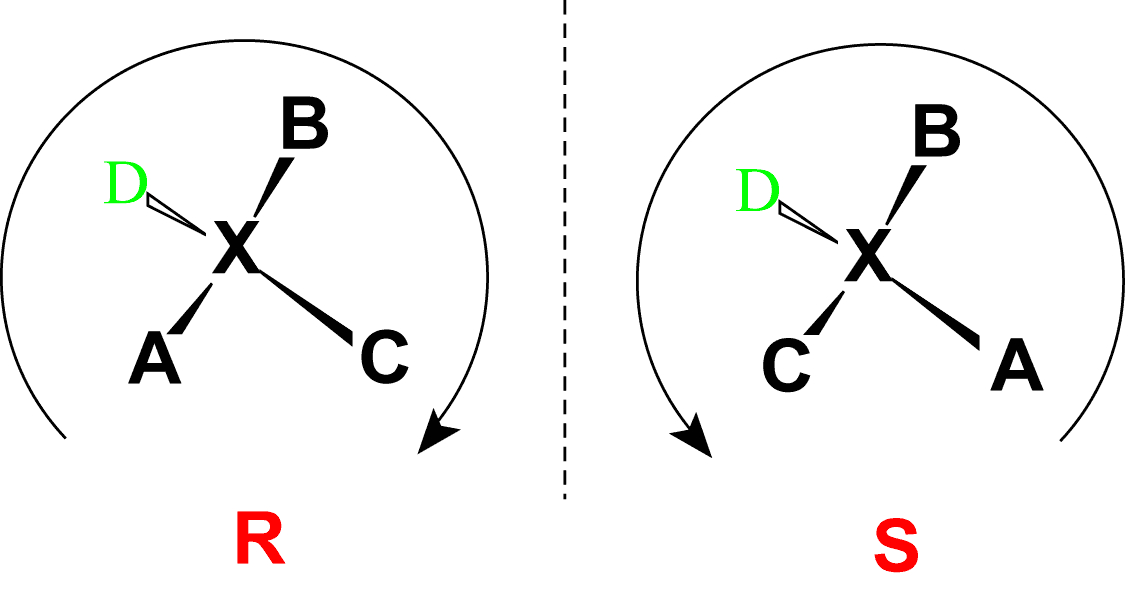
Atomes R et S.

Ce modèle permet de déterminer facilement la configuration absolue de l'atome stéréogène. Après avoir attribué l'ordre de priorité des substituants de celui-ci (selon les règles de Cahn-Ingold-Prelog), on projette la molécule selon la liaison entre l'atome stéréogène et le substituant minoritaire. Le substituant minoritaire est ainsi placé en arrière du plan, et on observe le sens de rotation relatif des trois autres substituants par ordre de priorité décroissant :
- si on tourne dans le sens horaire, l'atome stéréogène est dit de configuration absolue R (Rectus) ;
- si on tourne dans le sens antihoraire, l'atome stéréogène est dit de configuration absolue S (Sinister).

Il est important de noter que lorsqu'au moins deux substituants sont identiques, il n'y a alors pas d'atome stéréogène, et donc il n'y a pas de configuration absolue.

## Projection de Newman

Conformères du n-butane en projection de Newman.

La projection de Newman permet de représenter une molécule en l'observant selon la direction d'une des liaisons qui la composent.
Elle est généralement utilisée pour étudier les différents conformères d'une molécule organique, afin d'observer les éventuelles interactions qui la stabilisent ou la déstabilisent.
Dans le cas des molécules organiques, on projette souvent le long d'une liaison entre deux carbones :
- le carbone vers l'avant de cette liaison (vers soi) est représenté par un point, d'où partiront les trois autres liaisons avec les trois autres substituants ;
- le carbone vers l'arrière de cette liaison (s'éloignant de soi) est représenté par un cercle (dont le centre est le point explicité précédemment), d'où partiront les autres liaisons avec les trois autres substituants.

On représente alors les différents substituants grâce à des segments, généralement présentant des angles de 120° entre eux à cause de la structure tétraédrique des liaisons du carbone hybridé sp3 (dans le cas d'un atome n'étant pas hybridé sp3, il faut respecter les angles des liaisons afin de modéliser la bonne conformation spatiale de la molécule). Les liaisons des substituants du carbone situé à l'arrière ne sont représentées que partiellement, afin de modéliser le fait qu'ils n'appartiennent pas au carbone situé à l'avant.
À partir de la projection de Newman d'une molécule donnée, il est possible de distinguer trois conformations principales. Il faut attribuer l'ordre de priorité des substituants des deux atomes engagés dans la liaison selon laquelle la projection a été effectuée (selon les règles de Cahn-Ingold-Prelog). Les trois cas principaux sont :
- le substituant prioritaire de l'atome situé à l'avant et le substituant prioritaire de l'atome situé à l'arrière présentent un angle de 60° entre les liaisons les reliant aux atomes selon lesquels la projection a été effectuée. On parle alors de conformation gauche. Dans ce cas, les substituants concernés présentent une forte interaction entre eux (qui peut être déstabilisante s'il s'agit seulement de gêne stérique ou stabilisante s'il est possible d'avoir une liaison hydrogène) ;
- le substituant prioritaire de l'atome situé à l'avant et le substituant prioritaire de l'atome situé à l'arrière présentent un angle de 180° entre les liaisons les reliant aux atomes selon lesquels la projection a été effectuée. On parle alors de conformation anti. Dans ce cas, les substituants concernés présentent une interaction nulle entre eux ;
- les liaisons des substituants de l'atome situé à l'arrière et celles des substituants de l'atome situé à l'avant se recouvrent sur la projection. On parle alors de conformation éclipsée. Généralement, il s'agit de la conformation où la molécule présente le niveau d'énergie le plus élevé, à cause de la gêne stérique.

Dans le cas de molécules plus complexes, il existe des nomenclatures plus précises afin de décrire les conformations.

## Projection de Fischer

Projeter une molécule selon Fischer.

La projection de Fischer est souvent utilisée afin de représenter les oses.
Elle suit deux règles principales :
- les liaisons représentées verticalement sont en réalité en arrière du plan, et les liaisons représentées horizontalement sont en réalité en avant du plan ;
- on représente la plus longue chaîne carbonée verticalement, avec l'atome de carbone ayant le degré d'oxydation le plus élevé en haut.

Ce mode de représentation permet de déterminer rapidement si un ose fait partie de la série D ou de la série L.

### Nomenclature thréo- et érythro-
Cette nomenclature est dérivée du nom de deux sucres : le thréose et l'érythrose. Elle se détermine comme suit :
- lorsqu'une molécule présente deux substituants identiques du même côté de la chaîne carbonée en projection de Fischer, comme c'est le cas de l'érythrose, on parle de composé érythro- ;
- lorsqu'une molécule présente deux substituants identiques de chaque côté de la chaîne carbonée en projection de Fischer, comme c'est le cas du thréose, on parle de composé thréo-.

## Projection de Haworth

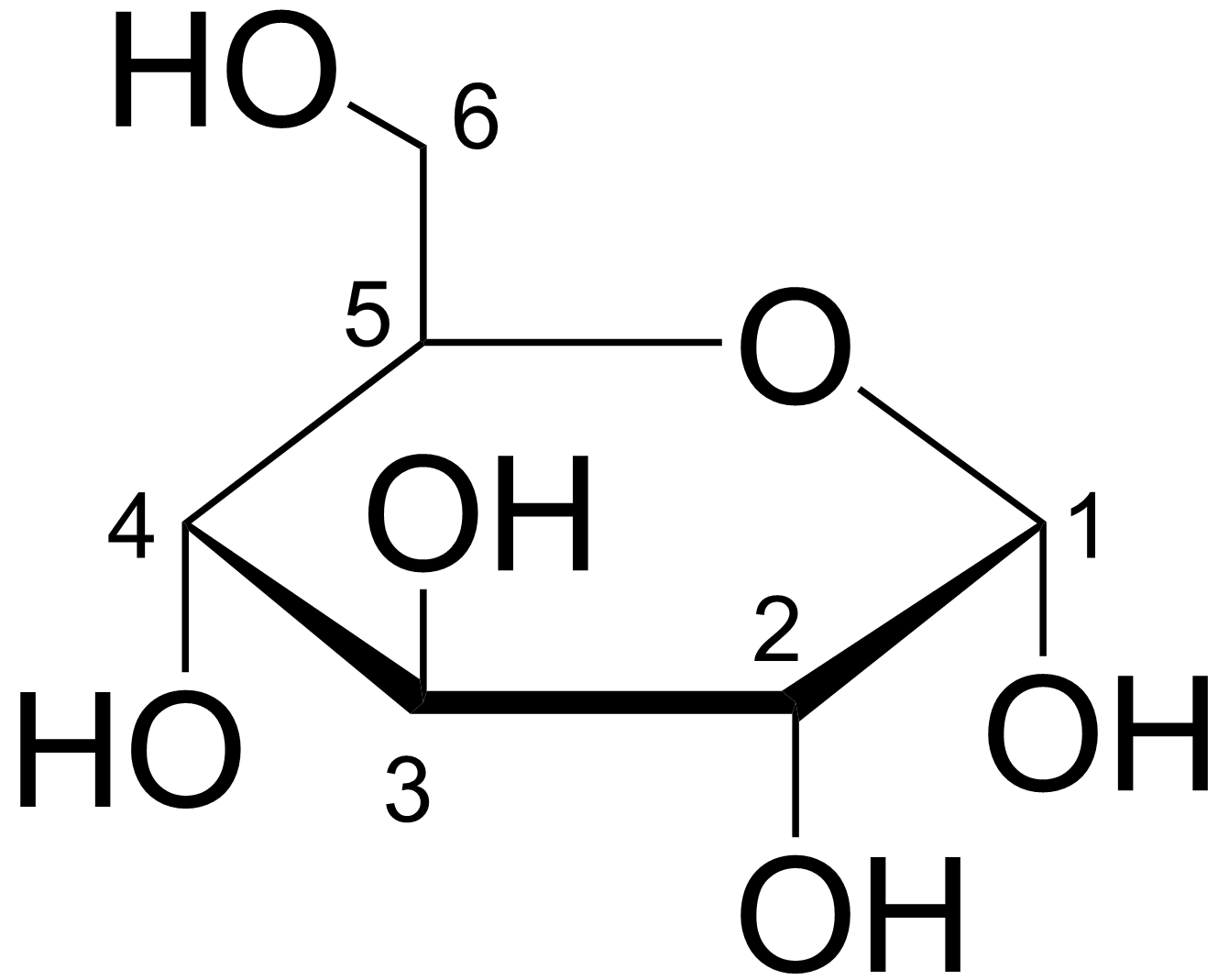
Projection de Haworth du α-D-glucopyranose.

La projection de Haworth est utilisée pour représenter la forme cyclisée des oses.
Dans cette représentation, les atomes de carbone et les atomes d'hydrogène ne sont pas représentés explicitement. L'orientation des liaisons avec les fonctions alcool rend compte de la stéréochimie de l'ose considéré. Parfois, les groupes hydroxyle ne sont pas représentés non plus. On représente seulement les liaisons (et aucune liaison lorsque le carbone est lié à un hydrogène).
Les traits plus épais indiquent que les liaisons sont en avant du plan (tout comme dans la représentation de Cram).